# Heřmanovice
Heřmanovice là một làng thuộc huyện Bruntál, vùng Moravskoslezský, Cộng hòa Séc.